# Mallodon popelairei
Mallodon popelairei là một loài bọ cánh cứng trong họ Cerambycidae.